# Kalāf Sīāh
Kalāf Sīāh (persiska: کلاف سیاه, Kolāh Sīāh) är en ort i Iran.   Den ligger i provinsen Kermanshah, i den västra delen av landet, 500 km väster om huvudstaden Teheran. Kalāf Sīāh ligger 935 meter över havet och antalet invånare är 149.
Terrängen runt Kalāf Sīāh är kuperad åt sydväst, men åt nordost är den bergig.Runt Kalāf Sīāh är det ganska tätbefolkat, med 72 invånare per kvadratkilometer. Närmaste större samhälle är Negareh, 1,5 km nordväst om Kalāf Sīāh. Omgivningarna runt Kalāf Sīāh är i huvudsak ett öppet busklandskap.